# Camille Thirion
Camille Seraphin Julis Thirion (Etterbeek, 9 september 1880 - Hoogstraten, 31 mei 1954) was een Belgisch bestuurder en christendemocratisch politicus voor de CVP.

## Levensloop
Thirion volgde in 1945 René Van den Kieboom op als voorzitter van de Veiling van Hoogstraten, een functie die hij uitoefende tot februari 1951. Hij werd in deze hoedanigheid opgevolg door Gustaaf Sterkens.
Daarnaast was hij ook politiek actief. In 1947 volgde hij Antoon Brosens op als burgemeester van Hoogstraten, een functie die hij uitoefende tot 1954. Hij werd in deze hoedanigheid opgevolgd door Henri Brosens.